# Danilo Gomes (Fußballspieler, 1981)
Danilo Gustavo Vergne Gomes (* 15. Oktober 1981 in Salvador) ist ein ehemaliger brasilianischer Fußballspieler.

## Karriere
Danilo begann seine Karriere 2000 beim Erstligisten EC Vitória. 2001 wechselte er zu Portuguesa. 2002 wechselte er zu EC Bahia. Am Ende der Série A 2003 stieg der Verein in die zweiten Liga ab. Danach spielte er bei SC Internacional. 2005 wechselte er zum japanischen Erstligisten FC Tokyo. Sommer 2005 wechselte er nach Mexiko. Hier spielte er bis 2009 für Atlas Guadalajara, CD Cruz Azul und Club León. 2010 kehrte er nach Brasilien zurück und unterschrieb einen Vertrag beim Zweitligisten CA Bragantino. Danach spielte er bei FC Treze und Guaratinguetá Futebol. 2015 beendete er seine Karriere als Fußballspieler.